# Хвостоколові
Хвостоколові (Dasyatidae) — родина скатів ряду орлякоподібних.

## Розповсюдження
Населяють тропічні та субтропічні води Світового океану, невелика кількість видів мешкає у помірних водах. Деякі види заходять у прісні водойми або постійно живуть у них. В Україні зустрічаються у Чорному та Азовському морях.

## Будова

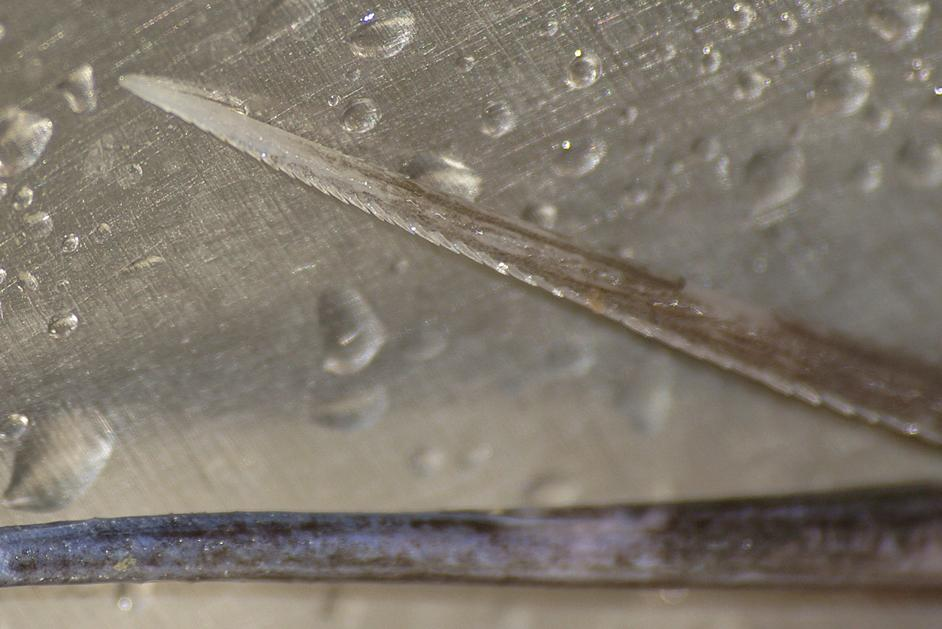
Шип морського кота

Тіло округлої форми, диск дуже широкий, грудні плавці зрослися попереду голови. Шкіра гладенька. Забарвлення черева світле (біле, брудно-біле, жовтувате), спини — чорне, коричневе або темно-сіре, у багатьох видів — з численними кольоровими плямами, смугами або кільцями. Хвіст тонкий, гострий, батогоподібний, без плавців і шкірястих виростів, у більшості видів довгий. Свою назву отримали внаслідок того, що у середній частині хвоста розташовується один або кілька отруйних шипів, їх довжина у деяких видів може досягати 37 см. Шипи використовуються скатами для захисту від хижаків.

## Спосіб життя та розмноження
Максимальна відома тривалість життя — 25 років. Живуть на мілководдях (від мілководдя до 100 метрів), практично весь час тримаються біля дна, крім одного виду — Dasyatis violacea, що живе у товщі води, далеко від берегів. За природою — одинаки, за винятком сезону розмноження або масових міграцій, характерних для деяких видів, проте не територіальні і не агресивні. Харчуються ракоподібними, молюсками, кільчастими черв'яками та іншими бентосними безхребетними, меншою мірою рибою. Хвостоколові яйцеживородні. Ембріони, що розвиваються в тілі матері окрім живлення жовтком яйця отримує ще поживну рідину, багату на білки. Ця рідина виділяється спеціальними виростами в стінках матки. Пучки таких виростів проникають у бризкальця ембріонів і рідина потрапляє відразу у їх травний тракт. Вагітність триває близько року. В одному приплоді може бути від 2 до 25 дитинчат. Відразу після народження молодь веде самостійне життя, статевої зрілості досягають на 3 — 4-й рік.

## Значення
Має деяке промислове значення. Печінка містить до 63 % жиру. Можуть становити деяку небезпеку для людини, оскільки отрута їх шипів досить токсична.

## Роди
- Підродина Dasyatinae
  - Bathytoshia Whitley, 1933
  - Dasyatis Rafinesque, 1810
  - Hemitrygon Müller & Henle, 1838
  - Hypanus Rafinesque, 1818
  - Megatrygon Last, Naylor & Manjaji-Matsumoto, 2016
  - Pteroplatytrygon Fowler, 1910
  - Telatrygon Last, Naylor & Manjaji-Matsumoto, 2016
  - Taeniurops Garman, 1913
- Підродина Hypolophinae
  - Makararaja Roberts, 2007
  - Pastinachus Rüppell, 1829
- Підродина Neotrygoninae
  - Neotrygon Castenau, 1873
  - Taeniura Müller & Henle, 1837
- Підродина Urogymninae
  - Brevitrygon Last, Naylor & Manjaji-Matsumoto, 2016
  - Fluvitrygon Last, Naylor & Manjaji-Matsumoto, 2016
  - Fontitrygon Last, Naylor & Manjaji-Matsumoto, 2016
  - Himantura Müller & Henle, 1837
  - Maculabatis Last, Naylor & Manjaji-Matsumoto, 2016
  - Pateobatis Last, Naylor & Manjaji-Matsumoto, 2016
  - Urogymnus Müller & Henle, 1837